# Кіндерслі
Кіндерслі (англ. Kindersley) — містечко у провінції Саскачеван, Канада.

## Історія
Місто засноване у 1910 році, було назване на честь Роберта Кіндерслі, головного акціонера Північної залізниці Канади.

## Клімат
У місті семіаридний клімат.
| Клімат Кіндерслі                           | Клімат Кіндерслі | Клімат Кіндерслі | Клімат Кіндерслі | Клімат Кіндерслі | Клімат Кіндерслі | Клімат Кіндерслі | Клімат Кіндерслі | Клімат Кіндерслі | Клімат Кіндерслі | Клімат Кіндерслі | Клімат Кіндерслі | Клімат Кіндерслі | Клімат Кіндерслі |
| Показник                                   | Січ.             | Лют.             | Бер.             | Квіт.            | Трав.            | Черв.            | Лип.             | Серп.            | Вер.             | Жовт.            | Лист.            | Груд.            | Рік              |
| Абсолютний максимум, °C                    | 10,8             | 10,7             | 25,7             | 34,4             | 38,9             | 40,6             | 41,7             | 40,0             | 37,2             | 32,8             | 23,3             | 12,9             | 41,7             |
| Середній максимум, °C                      | −8,5             | −6,2             | 1,2              | 11,6             | 18,1             | 22,1             | 25,2             | 24,6             | 18,8             | 10,9             | −0,1             | −6,8             | 9,2              |
| Середня температура, °C                    | −13,8            | −11,7            | −4,1             | 4,8              | 11,0             | 15,5             | 18,1             | 17,3             | 11,6             | 4,2              | −5,3             | −12              | 3,0              |
| Середній мінімум, °C                       | −19              | −17              | −9,4             | −2,1             | 3,8              | 8,8              | 11,0             | 10,0             | 4,4              | −2,5             | −10,5            | −17,1            | −3,3             |
| Абсолютний мінімум, °C                     | −45              | −43,4            | −37,2            | −30              | −15,6            | −6,7             | −4,4             | −2,2             | −12,2            | −28,3            | −36,1            | −41,2            | −45              |
| Середня кількість сонячних годин на місяць | 103,5            | 132,3            | 177,1            | 231,6            | 276,6            | 276,8            | 335,7            | 291,6            | 223,3            | 169,1            | 106,2            | 92,4             | 2416,3           |
| Норма опадів, мм                           | 10.9             | 7.4              | 11.7             | 23.5             | 40.3             | 67.0             | 55.8             | 43.9             | 28.8             | 12.8             | 10.7             | 12.4             | 325.1            |
| ------------------------------------------ | ---------------- | ---------------- | ---------------- | ---------------- | ---------------- | ---------------- | ---------------- | ---------------- | ---------------- | ---------------- | ---------------- | ---------------- | ---------------- |

## Населення
| 2001   | 2006   | 2011   | 2016   |
| ------ | ------ | ------ | ------ |
| → 4548 | ↘ 4412 | ↗ 4678 | ↗ 4571 |

## Спорт
У Кіндерслі є хокейна команда «Кіндерслі Кліпперс», що виступає у Саскачеванській молодіжній хокейній лізі. Домашнім майданчиком для команди слугує місцевий льодовий палац «Events Center West Centra», котрий розрахований на 2600 глядачів.

## Летовище
Регіональне летовище знаходиться за 4.6 км на північ від Кіндерслі та обслуговує внутрішні рейси. Міжнародна асоціація повітряного транспорту присвоїла йому код «YKY», а міжнародна організація цивільної авіації класифікує його за кодом «CYKY». 
Регіональне летовище Кіндерслі має дві злітно-посадкові смуги. Перша смуга, 08/26, з асфальтним покриттям, має довжину 1069 метрів. Друга злітно-посадкова смуга, 17/35, ґрунтова, протяжністю 695 метрів.

## Відомі уродженці
- Грег Паславський  — канадський хокеїст українського походження.
- Дейв Льюїс  — канадський хокеїст та тренер з українського походження.